# Łoktusza

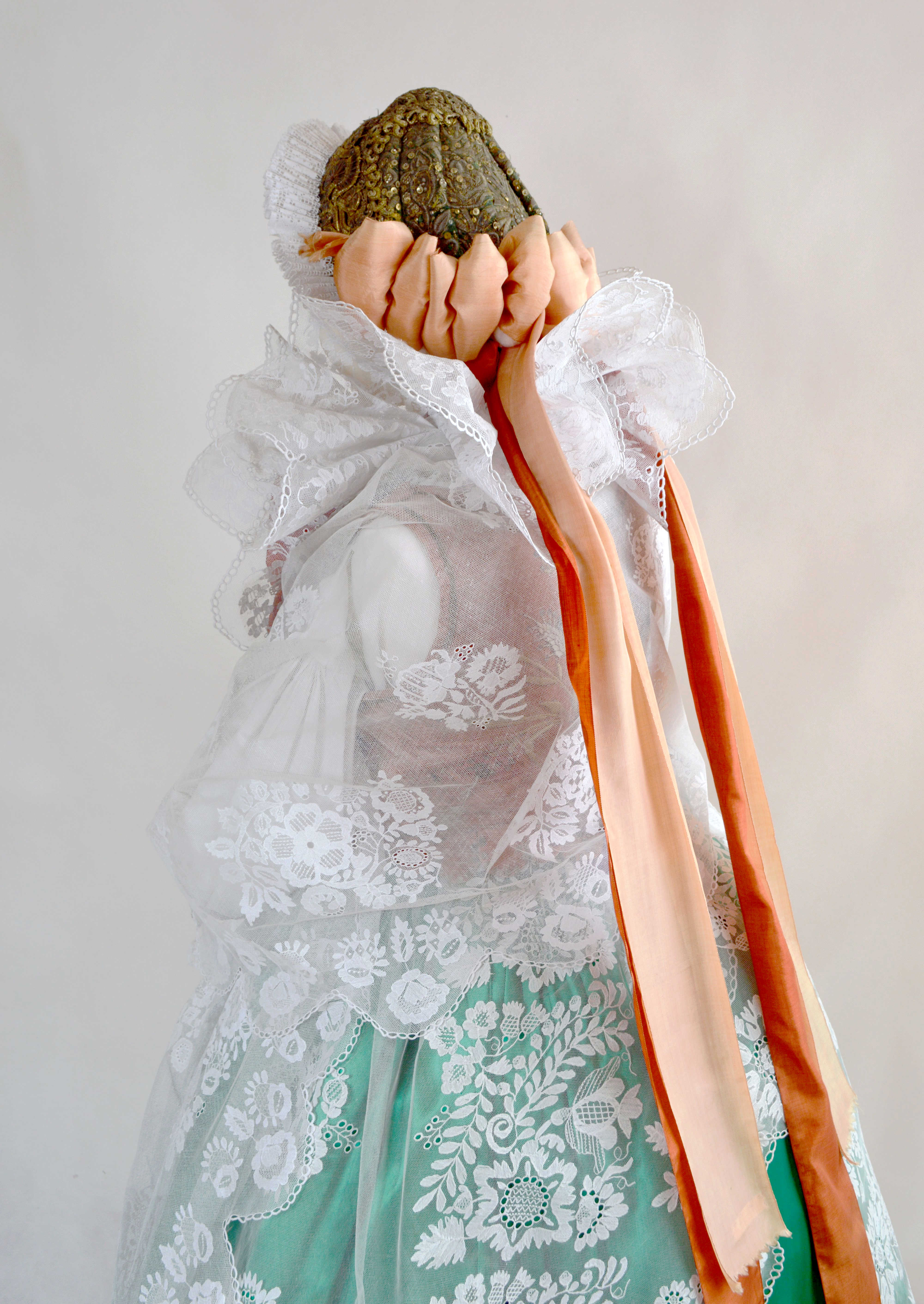
Łoktusza w stroju mieszczańskim żywieckim

Łoktusza, (także naramiennik, gwarowo: łoktuszka, oktuska) – stara nazwa płachty, rańtucha, szala, którym kobiety w niektórych regionach Polski okrywały ramiona, plecy, a także łokcie – stąd wzięła się nazwa łoktuszy. Dawne łoktusze były to duże chusty z białego grubego płótna. 
Łoktusza stanowi najstarszy i istotny element stroju mieszczan żywieckich. Wzmianki o łoktuszy  pojawiały się aktach sądowych i testamentach mieszczan żywieckich począwszy od 1622 r. Materiałem do wyrobu łoktuszy stanowił tiul. Tkaninę na rynki polskie sprowadzano z Francji, Burano pod Wenecją i z Brukseli. Po 1815 r. zaopatrywano się w surową tkaninę w Krakowie. Najwyżej cenione były tiule o drobnych oczkach, gdyż wyhaftowany na nich wzór był przejrzysty i delikatny. Taki gatunek tiulu nazywany był „angielską mgiełką”. Do wyrobu haftów o motywach floralnych używano białych, bawełnianych nici. Łoktusze pojawiają się na XIX-wiecznym malarstwie cechowym i ludowym, jako nakrycie głowy i ramion Matki Boskiej. 
Mikołaj z Wilkowiecka pisze:
"Pójdźcież za mną, miłe dusze,

Zawinąwszy się w łoktusze."
Łoktuszą nazywano także płachtę uwiązaną na szyi i podtrzymywaną lewą ręką, z której siewca wysiewał ziarno.